# Мараэ, Катура
Катура Мараэ (англ. Katura Marae; 3 декабря 1989) — вануатская легкоатлетка, специалистка по бегу на короткие дистанции. Выступала за национальную сборную Вануату по лёгкой атлетике в середине 2000-х годов, участница летних Олимпийских игр в Афинах.

## Биография
Катура Мараэ родилась 3 декабря 1989 года. Занималась лёгкой атлетикой с раннего детства, специализировалась на спринтерских дистанциях.
Наиболее значимое выступление в её спортивной карьере состоялось в сезоне 2004 года, когда она вошла в основной состав национальной сборной Вануату по лёгкой атлетике и благодаря череде удачных выступлений удостоилась права защищать честь страны на летних Олимпийских играх в Афинах — стала одной из двух участников делегации Вануату вместе с бегуном Мозесом Камутом. На тот момент ей было всего 14 лет и 261 день, таким образом она являлась самой молодой легкоатлеткой на этих Играх. В итоге Мараэ стартовала в женском беге на 100 метров, бежала по четвёртой дорожке в первом забеге предварительного этапа, финишировав последней восьмой со временем 13,49 секунды — тем самым установила личный рекорд и показала свой лучший результат в сезоне, но в четвертьфинал не попала. Несмотря на последнее место, Мараэ осталась довольна своим выступлением: «Я в восторге! Просто быть здесь — так же замечательно, как и выиграть золотую медаль. Спасибо, спасибо всем».
После афинской Олимпиады Катура Мараэ ещё в течение некоторого времени оставалась в составе легкоатлетической команды Вануату и продолжала принимать участие в крупнейших международных соревнованиях. Так, в июле 2005 года она побывала на юниорском чемпионате мира в Марракеше, где так же заняла последнее место в своей группе, показав время 13,87 секунды.
Впоследствии выучилась на пилота в Новой Зеландии и в 2017 году стала первой женщиной-пилотом на международных авиалиниях компании Air Vanuatu.